# Консепсион-де-ла-Вега
Консепсьон-де-ла-Вега, Ла-Вега (исп. Concepción de La Vega) — город и муниципалитет в Доминиканской Республике, столица провинции Ла-Вега. Он граничит с муниципалитетами: Хима-Абахо на юго-востоке, Харабакоа на юго-западе, а также с провинциями Сантьяго на северо-западе, Санчес-Рамирес на востоке и Эспайльят, Эрманас-Мирабаль и Дуарте на севере и северо-востоке. Консепсион-де-ла-Вега расположен в 125 км от столицы страны Санто-Доминго.

## История
Христофор Колумб основал небольшой форт возле нынешнего Консепсион-де-ла-Веги в 1494 году. Он служил для охраны пути во внутренние районы долины Сибао, которые как предполагалось были богаты золотом. Постепенно вокруг форта выросло испанское поселение, получившее своё нынешнее название Консепсион-де-ла-Вега. А после того, как в 1508 году было таки найдено золото в больших количествах в долине Сибао, Консепсион-де-ла-Вега расцвёл. К 1510 году он уже стал одним из важнейших городов европейцев в Новом свете, но 2 декабря 1562 года Консепсион-де-ла-Вега был разрушен в результате землетрясения. Оставшиеся в живых жители города перебрались на берег реки Каму, на нынешнее место города. Руины же оставались на территории сельскохозяйственных угодий, пока в 1970-е годы доминиканское правительство не выкупило часть их.

## Известные уроженцы
- Хуан Бош (1909—2001), политический деятель, историк и писатель, президент Доминиканской Республики (1963)
- Эктор Гарсиа-Годой  (1921—1970), «временный» президент Доминиканской Республики (1965—1966)
- Антонио Гусман Фернандес (1911—1982), политик и бизнесмен, президент Доминиканской Республики (1978—1982)